# Nevasca (DC Comics)
Nevasca é uma vilã fictícia da DC Comics que tem poderes sobre o gelo. Ela é uma vilã primariamente do Nuclear, mas já enfrentou ocasionalmente o Flash, Superman e Batman.

## Biografia da personagem

### Crystal Frost
Crystal Frost foi a primeira Nevasca. Sua primeira aparição foi em Firestorm #3 (Junho de 1978). Enquanto Crystal estudava para ser uma cientista na Hudson University, ela se apaixonou por seu professor, Martin Stein. Enquanto trabalhava em um projeto no Ártico, Crystal estava chateada ao saber que Stein não tinha um sentimento recíproco por ela. Crystal acidentalmente trancou-se em uma câmara fria, mas por alguma razão sobreviveu. Ela foi transformada de forma que ela era capaz de absorver calor de seres vivos e projetar frio e gelo. Auto-intitulando-se Nevasca, ela começou sua cruzada homicida contra os homens e em várias ocasiões ela confrontou com Núclear. Frost eventualmente morreu após ter absorvido muita energia de Núclear. Crystal foi identificada como uma das falecidas enterradas abaixo da Sala de Justiça. Seu corpo foi reanimado como Lanterna Negra.

### Louise Lincoln
Dra. Louise Lincoln é segunda encarnação da vilã Nevasca. Ela apareceu pela primeira vez, como Louise Lincoln, em Firestorm (vol.2) #21 (Março de 1984) e usando o nome de Nevasca a partir da edição #34. Dra. Lincoln foi colega e amiga de Crystal Frost. Após a morte da amiga, ela decidiu repetir o experimento de Frost, como ultima homenagem a sua antiga mentora, e acabou se transformando na nova Nevasca. Ela se tornou cruel e fria assim como a sua antecessora e iniciou sua vingança pessoal contra o Nuclear, quem ela culpava pela morte da antiga Nevasca. Ela fez parte, por um breve momento, do Esquadrão Suicida e vendeu sua alma ao demônio Neron para obter mais poder durante a saga A Vingança do Submundo.
Nevasca foi um dos que tentaram receber a recompensa de $1 bilhão de dólares pela captura de Superman e Batman oferecida pelo então Presidente Lex Luthor. Ela se aliou a outros vilões baseados em gelo: Sr. Frio, Geada e Capitão Frio na tentativa de emboscar os dois heróis em Washington durante o arco Superman/Batman: Inimigos Públicos. Após a derrota dos vilões junto com Giganta e o Gorila Grodd, foi descoberto que ele estavam sendo controlados mentalmente pelo gorila.
Depois de um tempo, Louise descobre que possui cancer e, se passando por uma civil comum, convenceu Jason Rusch, o novo Nuclear, a cura-la. Com sua saúde e poderes restaurados, Nevasca entrou em confronto com Nuclear e foi novamente derrotada quando Jason usou seu poderes para reverter a cura e devolver o cancer à Louise.
Nevasca retornou durante os eventos de Um Ano Depois, onde ela inciou um relacionamento com o Senhor Frio. Juntos os vilões iniciaram uma matança em Nova York a fim de atrair Nuclear para uma cilada. Assim que o heroi tentou para-los, Nevasca usou um dispositivo que enviou os dois ao espaço, onde ela tentou absorver o calor do Sol. Nuclear com a ajuda do Batman, conseguiu impedir o plano e deter Nevasca. Após estarem em custódia, Nevasca revelou que nunca sentiu nada pelo Senhor Frio e que apenas o estava usando para atingir seus propósitos.
Em DC Universe #0, ela é vista como membro da da Sociedade Secreta de Supervilões comandada por Libra. Mais tarde ela apareceu como participante de um torneio de luta de metahumanos em Tóquio. Nevasca foi derrotada pela Canário Negro e pela Mulher-Maravilha que se disfarçaram de vilãs para acabar com o torneio por dentro.

### Caitlin Snow
Após o reboot do Universo DC (Os Novos 52), Nevasca ganhou uma nova versão. A Dra. Caitlin Snow é uma cientista dos Laboratórios S.T.A.R. que foi enviada a um posto de pesquisas no Artico para trabalhar em um motor termodinâmico inacabado. Agentes da C.O.L.M.E.I.A. haviam se infiltrado nesse laboratório e tentaram matar a Dra. Snow dentro do motor. Ela freneticamente arrancou o sistema de contenção o que fundiu o seu corpo com gelo. Sendo transformada em um "vampiro de calor" Caitlin, havendo ganho uma nova e poderosa força junto com os poderes derivado da transformação, matou os agentes da C.O.L.M.E.I.A. e saiu em busca de outras fontes de calor. Já como Nevasca, ela eventualmente descobriu que as rajadas do Nuclear podem curar temporariamente sua necessidade por calor. Quando ele foi declarado morto pelo Sindicato do Crime (durante a saga Vilania Eterna), Caitlin perde as esperanças em ser curada. A personagem da atriz Danielle Panabaker também vai ter vários amores no decorrer da série como por exemplo: Ronnie, Jay (Zoom) e Julian.  

## Poderes e habilidades

### Criocinese
Todas as encarnações da Nevasca, possuem a habilidade de gerar gelo e ondas de frio. Com esse poderes Nevasca é capaz de gerar uma aura de gelo por todo seu corpo e emitir rajadas de gelo capazes de congelar objetos e inimigos. Ela também utiliza essa habilidade para criar armas de gelo como por exemplo espetos, adagas, espadas e até um soco inglês.

### Absorção de energia
Absorvendo a energia térmica dos átomos, Nevasca pode congelar as moléculas da atmosfera criado literalmente nevascas no ambiente. A versão dos Novos 52 (Dra. Caitlin Snow), absorve a energia do calor das pessoas para se alimentar.

### Intelecto
Todas as versões da Nevasca possuem intelecto avançado devido à atividade anterior como pesquisadora e cientista.
Respiração de gelo
Caitlin é capaz de criar um nevoeiro com a respiração. Ela usou essa habilidade quando estava tentando saber o paradeiro de Alquimia ameaçando um de seus seguidores e ela criou um nevoeiro ao redor da sala para escapar.
Aura congelante
Em sua nova versão, nevasca (Caitlin Snow) tem seu corpo modificado durante sua transformação, deixando que o próprio frio escape do seu corpo e congele o ambiente ao redor. Ela demonstra essa capacidade toda vez que se prepara para usar suas habilidades, deixando o ar condensar em volta dela.
Imunidade ao gelo
Possivelmente como um benefício adicional de seus poderes, Caitlin também exibe uma alta resistência às temperaturas frias. Ela demonstra ser capaz de segurar as construções de gelo que ela manifesta com sem problemas.
Especialista em medicina
Caitlin é mostrada ser uma especialista em cuidados médicos, como visto quando ela foi capaz de curar Barry Allen depois que ele foi envenenado por Kyle Nimbus, e mais tarde, ela foi capaz de remendar Barry quando ele foi gravemente ferido por Tony Woodward, Caitlin também foi capaz de remendar Harrison Wells depois que ele foi brutalmente espancando pela miragem rápida do Flash Reverso.

## Aparições em outras mídias

### Animações (Televisão)
- Liga da Justiça
- Liga da Justiça sem Limites
- Justiça Jovem
- Batman: O Bravos e Destemidos
- DC Superhero Girls
- Justice League Action

### Animações (Filmes)
- Superman/Batman: Inimigos Públicos
- Esquadrão Suicida: Acerto de Contas
- Batman: Assalto ao Asilo Arkham
- Batman: Contra o capuz vermelho

### Jogos eletrônicos
- Justice League Chronicles (Game Boy Advance) - 2003
- Justice League Heroes (XBOX, PS2, Nintendo DS, PSP) - 2006
- DC Universe Online (PC, PS3, PS4, XBOX One) - 2011
- Lego Batman 2: DC Super Heroes (PC, PS3, PS Vita, Wii, Nintendo DS, XBOX 360, Wii U, iOS) - 2012
- Young Justice: Legacy (Nintendo 3DS, PS3, XBOX 360, PC) - 2013
- Injustice: God Among Us (Android, iOS, PC, PS3, PS4, PS Vita, Wii U, XBOX 360) - 2013
- Lego Batman 3: Beyond Gotham (iOS, Nintendo 3DS, OS X, PS3, PS4, PS Vita, XBOX 360, XBOX One, Wii U) - 2014

### Live action
- Na primeira temporada de Smallville aparece um garoto baseado em Caitlin Snow que após cair num lago congelado com kriptonita no fundo e ganha o poder de sugar o calor dos outros deixando-os mortos congelados e com uma sede de calor e se torna o vilão do episódio "Encontros".
- Como Dra. Caitlin Snow, é interpretada por Danielle Panabaker nas séries de TV Arrow e The Flash.